# ملاسالار
ملاسالار(به کردی: مەلاسالار، Melasalar) روستایی از توابع بخش زیویه در شهرستان سقز است که در استان کردستان ایران قرار دارد.

## جمعیت
این روستا در دهستان تیلکوه واقع شده و براساس سرشماری سال ۱۳۸۵، جمعیت آن ۲۲۹ نفر (۳۵ خانوار) بوده‌است.